# Bruno Germain
Pour les articles homonymes, voir Germain.
Bruno Germain, né le 28 avril 1960 à Orléans, est un footballeur international français. C'est le père du footballeur Valère Germain.

## Biographie
Natif d’Orléans, Bruno Germain commence sa carrière à l'US Orléans alors en Division 2. Très combatif, il s’impose rapidement comme une pièce essentielle de son équipe. Il arrive notamment en finale de la Coupe de France en 1980, perdue 3-1 face à l'AS Monaco. 
Après deux nouvelles saisons à Orléans, Bruno signe en 1982 à l'AS Nancy-Lorraine qui évolue à l'époque en Division 1. Bruno devient rapidement un pilier de l’équipe et enchaîne les saisons pleines. Après quatre années du côté de Nancy, il décide de rejoindre en 1986 l'ambitieux Matra Racing de Paris de Jean-Luc Lagardère. Il y passe deux saisons et est appelé chez les Bleus (face à la RDA en novembre 1987). 
En 1988, il quitte le club pour le Sporting Toulon Var, mais l'aventure tourne court. Rapidement pris en grippe par le public varois, l’Orléanais craque et tend le doigt en l’air en direction des tribunes du Stade Mayol. Devenu ainsi indésirable, l’Olympique de Marseille flaire le bon coup et se rue sur ce joueur de devoir[style à revoir], c'est ainsi qu'en octobre 1988 il rejoint le club phocéen. 
Sous les couleurs de l'OM, en trois saisons, Bruno se construit un palmarès : 3 titres consécutifs de Champion de France, 1 Coupe de France et 2 finales perdues (Coupe de France et C1 en 1991). À chaque saison, l’OM recrute pourtant des joueurs à son poste, mais il réussit toujours à s’imposer comme titulaire au milieu. 
Lors de l’été 1991, Bruno Germain est au cœur d’une transaction. En compagnie de Bernard Pardo et Laurent Fournier, il est échangé contre Jocelyn Angloma, alors au Paris SG bien qu'initialement il n'en faisait pas partie. Grâce à sa combativité, il s'impose une nouvelle fois dans son nouveau club même s'il est assez content des défaites lors des matchs contre l'OM. Ainsi, au match aller de la saison 1993, après avoir ouvert le score, il avouera des années plus tard être soulagé de l’égalisation marseillaise chose qu'il démentira lors d'une interview bien qu'il confirmera ne pas avoir contesté un but valable qu'il avait inscrit au Vélodrome un an auparavant. Il poussera l’intégration jusqu'à porter le brassard du PSG, mais se blessera gravement lors de sa deuxième saison parisienne, lui faisant rater la finale victorieuse de la Coupe de France en 1993, contre le FC Nantes.
En fin de contrat, il n’est pas reconduit et part alors pour le SCO Angers, tout juste promu en Division 1. Malgré des prestations de qualité, Bruno voit le club angevin terminer le championnat à la dernière place, synonyme de relégation. Il décide alors de retourner à l'OM, rétrogradé par le DNCG en Division 2 pour l'affaire de ses comptes. Il clôt ainsi sa carrière professionnelle à l'issue de cette saison 1994-1995 avec le titre de Champion de France de Division 2.

## Palmarès

### En club

#### Olympique de Marseille
- Champion de France en 1989, 1990 et 1991
- Vainqueur de la Coupe de France en 1989
- Champion de France de Division 2 en 1995
- Finaliste de la Coupe d'Europe des Clubs Champions en 1991
- Finaliste de la Coupe de France en 1991

#### Paris SG
- Vice-champion de France en 1993
- Vainqueur de la coupe de France en 1993

#### US Orléans
- Finaliste de la Coupe de France en 1980 avec l'US Orléans

### En équipe de France
- 1 sélection en 1987

### Distinction collective
- Membre du club de l’année France Football en 1991 avec l'Olympique de Marseille

### Statistiques
- 357 matches et 30 buts en Division 1
- 152 matches et 12 buts en Division 2